# Joseph Gredt
Joseph Auguste Gredt (ur. 13 lipca 1863, Luksemburg, zm. 20 stycznia 1940, Rzym) – luksemburski uczony i filozof z zakonu benedyktynów, reprezentant nurtu tradycyjnego w ramach neotomizmu.
Joseph Gredt urodził się w mieście Luksemburg jako syn dyrektora gimnazjum. Początkowo studiował filozofię i teologię w Luksemburgu, w 1886 został wyświęcony na kapłana. W 1891 wstąpił do zgromadzenia benedyktynów w Seckau (Styria). Po studiach doktoranckich w Rzymie pod kierunkiem znanych tomistów, takich jak Alberto Lepidi, Tommaso Zigliara, Francesco Satolli, Giuseppe Pecci, został mianowany w 1896 roku profesorem filozofii w Collegium Anselmianum, międzynarodowej akademii benedyktynów na Awentynie (obecnie Pontificio Ateneo Sant'Anselmo, Papieski Instytut Liturgiczny Świętego Anzelma w Rzymie). Zajmował się filozofią Arystotelesa i Tomasza z Akwinu, podejmując tradycyjne wątki tomizmu (dowody na istnienie Boga) oraz próbując stworzyć spójny wykład filozofii tomistycznej w konfrontacji z osiągnięciami współczesnej fizyki i biologii. Już podczas pontyfikatu Piusa X (1903–1914) został członkiem Papieskiej Akademii św. Tomasza z Akwinu. Zmarł nieoczekiwanie w kilka miesięcy po opracowaniu swojego głównego wykładu filozofii (podobnie jak jego wielki mistrz, Akwinata) 20 stycznia 1940 w Rzymie.
Joseph Gredt był znany w środowiskach katolickich, głównie dzięki swojemu wykładowi filozofii arystolesowsko-tomistycznej „Elementa philosophiae aristotelico-thomisticae” (wydany w 1899 i 1901).